# Scapania bartlingii
Scapania bartlingii là một loài rêu tản trong họ Scapaniaceae. Loài này được (Hampe ex Nees) Nees miêu tả khoa học lần đầu tiên năm 1844.